# Turbat
Pour le mannequin mongol, voir Battsetseg Turbat.
Turbat (en ourdou : تربت ) est une ville située dans le sud du Baloutchistan au Pakistan. Elle est la plus importante ville du district de Kech et deuxième plus grande de la province du Baloutchistan.

## Population
La population de la ville a été multipliée par plus de sept entre 1972 et 2017, passant de 27 671 habitants à 213 557. Entre 1998 et 2017, la croissance annuelle moyenne s'affiche à 6,1 %, largement supérieure à la moyenne nationale de 2,4 %. C'est ainsi l'une des villes les plus dynamiques du pays. En 2023, la population de la ville monte à 268 625 habitants.
La ville est quasi-exclusivement peuplée de Baloutches, puisque plus de 99,6 % des habitants en parlent la langue, le baloutchi.
Essentiellement musulmane, la ville inclut une petite minorité chrétienne, comptant presque 1 000 fidèles.
Le taux d'alphabétisation de la ville s'élève à 68 % en 2023 (contre une moyenne nationale de 61 % et provinciale de 42 %), dont 73 % pour les hommes et 62 % pour les femmes.
|            | 1972 (rec.) | 1981 (rec.) | 1998 (rec.) | 2017 (rec.) | 2023 (rec.) |
| ---------- | ----------- | ----------- | ----------- | ----------- | ----------- |
| Population | 27 671      | 52 337      | 68 603      | 213 557     | 268 625     |

## Histoire
Depuis le XVIIIème siècle, Turbat est la capitale de l'État princier du Makran, qui passe en 1876 sous tutelle britannique, et rejoint le Pakistan suite à la partition de 1948.
Turbat est le lieu de naissance de Kadu Makrani, révolutionnaire du XIXème siècle résistant à l'occupation britannique parfois surnommé le "Robin des Bois oriental", et d'Atta Shad, poète du XXème siècle d'expression baloutchi.

## Dans la culture
Turbat est mentionnée dans la bande dessinée Le Secret de l'Espadon d'Edgar P. Jacobs. Les héros Blake et Mortimer, détenteurs des plans d'une arme révolutionnaire, s'y cachent  temporairement, hébergés par des locaux complices, pour échapper à la traque des forces de l'hégémonique "Empire Jaune".